# MS Star Clipper
MS Star Clipper é um navio graneleiro construido para o armador norueguês Billabong-Per Wasler & Co.
Em 1981 o navio foi vendido e renomeado como MS Star Lanao. Em setembro de 1986 foi encaminhado para desmonte em Karwar na Índia.

## Acidente
O navio foi o responsável pela destruição da Ponte Almö na Suécia em 1980. O acidente aconteceu em consequência do choque do navio com o arco principal da ponte que desmoronou, inutilizando a cabine de comando. No acidente pereceram oito usuários da ponte, não hove vítimas na tripulação do navio.